# 克拉伦斯 (纽约州)
克拉伦斯（英語：Clarence）位于美国纽约州伊利县，面积53.5平方公里。根据2020年美国人口普查，共有 32,950 人，和2010年美国人口普查相比增长了 7.4%。城镇名字是为了纪念克拉伦斯公爵威廉，英王乔治三世的儿子，后来成为英王威廉四世。
1. ↑  . U.S. Census Bureau, American Factfinder.   [March 28, 2013]. （原始内容存档于February 10, 2020）.
2. ↑  .   [2022-02-26]. （原始内容存档于2014-02-01）.